# Чемпионат Афганистана по футболу 2016
Чемпионат Афганистана по футболу 2017 — пятый сезон турнира среди профессиональный футбольных клубов Афганистана. В турнире участвуют 8 команд (по 1 из каждого региона).  Все матчи проводятся на стадионе Федерации футбола Афганистана в Кабуле. Сезон стартовал 27 августа групповым турниром. Клуб Де Спингар Базан не сумел защитить титул чемпиона Афганистана по футболу. Победителем в третий раз в своей истории стал клуб Шахин Асмайе, который впервые в истории афганского футбола представлял страну в Кубке АФК.

## Команды и их расположение
| Команда           | Расположение  |
| ----------------- | ------------- |
| Мавихай Аму       | Северо-Восток |
| Шахин Асмайе      | Кабул         |
| Оквабан Хиндукош  | Центр         |
| Де Абазин Сейп    | Юго-Восток    |
| Де Спингар Базан  | Восток        |
| Симург Альборз    | Север         |
| Туфан Харирод     | Запад         |
| Де Маиванд Аталан | Юго-Запад     |

## Групповой турнир

### Группа А
| Команда            | И | В | Н | П | Гз | Гп | Р   | О |
| ------------------ | - | - | - | - | -- | -- | --- | - |
| Шахин Асмайе       | 3 | 2 | 0 | 1 | 6  | 2  | +4  | 6 |
| Де Маиванд Аталан* | 3 | 2 | 0 | 1 | 4  | 1  | +3  | 6 |
| Туфан Харирод      | 3 | 2 | 0 | 1 | 4  | 1  | +3  | 6 |
| Де Абазин Сейп     | 3 | 0 | 0 | 3 | 0  | 10 | −10 | 0 |

- Де Маиванд Аталан вышел в финальную часть по результату личных встреч с клубом Туфан Харирод

| Шахин Асмайе | 0:2 | Туфан Харирод |
| ------------ | --- | ------------- |
|              |     |               |

| Де Маиванд Аталан | 3:0 | Де Абазин Сейп |
| ----------------- | --- | -------------- |
|                   |     |                |

| Де Абазин Сейп | 0:5 | Шахин Асмайе |
| -------------- | --- | ------------ |
|                |     |              |

| Туфан Харирод | 0:1 | Де Маиванд Аталан |
| ------------- | --- | ----------------- |
|               |     |                   |

| Шахин Асмайе | 1:0 | Де Маиванд Аталан |
| ------------ | --- | ----------------- |
|              |     |                   |

| Туфан Харирод | 2:0 | Де Абазин Сейп |
| ------------- | --- | -------------- |
|               |     |                |

### Группа Б
| Команда          | И | В | Н | П | Гз | Гп | Р  | О |
| ---------------- | - | - | - | - | -- | -- | -- | - |
| Мавихай Аму      | 3 | 2 | 0 | 1 | 4  | 4  | 0  | 6 |
| Симург Альборз   | 3 | 1 | 1 | 1 | 7  | 5  | +2 | 4 |
| Оквабан Хиндукош | 3 | 1 | 1 | 1 | 2  | 2  | 0  | 4 |
| Де Спингар Базан | 3 | 0 | 2 | 1 | 2  | 4  | -2 | 2 |

| Де Спингар Базан | 2:2 | Симург Альборз |
| ---------------- | --- | -------------- |
|                  |     |                |

| Мавихай Аму | 1:0 | Оквабан Хиндукош |
| ----------- | --- | ---------------- |
|             |     |                  |

| Оквабан Хиндукош | 0:0 | Де Спингар Базан |
| ---------------- | --- | ---------------- |
|                  |     |                  |

| Симург Альборз | 4:1 | Мавихай Аму |
| -------------- | --- | ----------- |
|                |     |             |

| Де Спингар Базан | 0:2 | Мавихай Аму |
| ---------------- | --- | ----------- |
|                  |     |             |

| Симург Альборз | 1:2 | Оквабан Хиндукош |
| -------------- | --- | ---------------- |
|                |     |                  |

## Полуфиналы
| Шахин Асмайе | 8:1 | Симург Альборз |
| ------------ | --- | -------------- |
|              |     |                |

| Симург Альборз | 3:2 | Шахин Асмайе |
| -------------- | --- | ------------ |
|                |     |              |
| Пенальти       |     |              |
|                | 2:4 |              |

| Мавихай Аму | 2:3 | Де Маиванд Аталан |
| ----------- | --- | ----------------- |
|             |     |                   |

| Де Маиванд Аталан | 2:0 | Мавихай Аму |
| ----------------- | --- | ----------- |
|                   |     |             |

## Матч за третье место
| Мавихай Аму | 0:1 | Симург Альборз |
| ----------- | --- | -------------- |
|             |     |                |

## Финал
| Шахин Асмайе | 2:1 | Де Маиванд Аталан |
| ------------ | --- | ----------------- |
|              |     |                   |